# Anna Rostislavna
Anna Rostislavna, död cirka 1297, var kejsarinna av Bulgarien 1256–1257, som gift med tsar Mikael II Asen av Bulgarien och Kaliman Asen II av Bulgarien.